# Augochloropsis janeirensis
Augochloropsis janeirensis är en biart som först beskrevs av Cockerell 1900.  Augochloropsis janeirensis ingår i släktet Augochloropsis och familjen vägbin. Inga underarter finns listade.